# 共同利用
共同利用（きょうどうりよう）とは、施設や設備などを複数の団体で活用することを言う。

## 具体例
各種研究機関では、大型の観測装置などを利用する際には高額の使用料金が発生するため、各研究室や研究者が資金を持ち寄って、特定のテーマでの装置利用を共同で行うことがある。
また、自治体など地方公共団体でも、コスト削減のため、近隣の複数の自治体共同で各種システムを共有することがある。